# Nəsimi (stanice metra v Baku)
Nəsimi je stanice na lince 2 metra v Baku, která se nachází mezi stanicemi Memar Əcəmi a Azadlıq prospekti.
Stanice byla otevřena 8. října 2008. Jedná se o první stanici otevřenou v Baku po rozpadu Sovětského svazu.